# 跨平臺
跨平台（英語：cross-platform）泛指编程语言、软件或硬件设备可以在多种作業系統或不同硬體架構的電腦上運作。

## 跨軟體平臺
指支援多種作業系統的軟體。
- 資料庫管理系統（DBMS）：
  - MySQL：Solaris、Linux、Windows、FreeBSD
  - Oracle：Solaris、Linux、Windows
- 網站伺服器、應用程式伺服器：
  - Apache：Solaris、Linux、Windows、FreeBSD
  - Tomcat：Linux、Windows、FreeBSD
- 網際網路瀏覽器：
  - Mozilla Firefox：Linux、FreeBSD、Solaris、AIX、Windows
  - Opera：Windows、Linux、Mac、FreeBSD、Solaris、BeOS、OS/2、QNX、Symbian
  - Chrome：Windows、Linux、Mac、FreeBSD
  - QupZilla:Windows、Linux、OS/2、Haiku
- 可在不同作業系統上進行軟體開發的程式語言。
  - C语言、C++、Java
  - Perl、Tcl、Erlang、PHP、Ruby、Lisp
  - Python、Delphi+Kylix、REALbasic

大部分计算机语言从绝对意义而言，都是跨平臺的：因为都是以高级的、人类可读的方式来对CPU发号指令，这样也就没必要依赖于任何操作系统。但如果要用系统的部件工具箱，来新建用户图形界面（GUI），就可能会用到开发员特定系统中的API函数或库类。虽然C++是跨平臺的，但Windows下用到Win32 API的C++程序，一般就不能在Unix机器上编译。不同编译器对语言规范的解释也有所差异。这样的话，在针对不同系统进行构建之前，程序就得加以考虑。
一些如Java这样的语言，从一开始就意识到要在各个平臺下运行，所以跨平臺在其平臺的本地语言环境中已经实现。例如，Java可以跨平臺使用，正是由于Swing库在许多平臺下的实现。类似的，能进行跨平臺的文件存取，是因为有各自平臺下文件存取的库。以此类推，各种跨平臺问题，都需要各自的本地库来解决。wxWidgets框架就是这样的一个跨平臺库，根据不同的跨平臺问题，提供了许多不同的解决方案；类似的库有许多，可以根据不同语言的跨平臺开发，而采用相应的库。
针对每种操作系统、CPU，而提供并测试各自的编译版本，这种做法的可行性很小；开源软件则允许用户自己来编译目的码（object code），这样在跨平臺方面更好一些。类似的，那些解释型语言，或者需要虚拟机的语言，也更加符合跨平臺的要求，因为用户也要自己进行编译。Sun公司的Java虚拟机HotSpot，只针对几种而不是全部平臺，提供编译好的二进制文件。例如，Sun对于GNU/Linux，只支持i386平臺，但如果谁在PowerPC或者SPARC计算机上运行Linux，就只好自己编译本地的机器码（machinecode），或者使用第三方软件，才能运行Java程序。
许多API（应用程序接口）依赖于平臺。OpenGL可以看作是跨平臺的，因为其不依赖于任何特定的操作系统、CPU构架或者某个牌子的图形设备。特定平臺的API可以在其他系统上作为兼容层而新建，例如Wine的库，Windows程序就可以在UNIX系统上运行。
另外许多编程语言还有跨平臺的扩展以及中间件，这样程序员对于同样的源代码，只要进行一点小修改，就可以在不同平臺下编译/运行，例如Qt和wxWidgets。

## 跨平臺与网络
网络应用虽然由不同的语言来编写，但在不同的平臺下，通常由网页浏览器来访问。这是由于代码在服务器端运行，然后再通过HTTP和（X）HTML与用户端进行通讯。
网页如果可以通过任何浏览器，或者说任何较新的浏览器正常访问，有时就可以被认为是跨平臺的，或者跨浏览器的。只要作者提供合适的代码，当然这需要一些专业知识，如不同浏览器在实现网络标准上的差异。
如果有的浏览器无法读取网页中所包含的一些内容，比如Flash动画，针对此类没有安装特定插件的情况，如果有另外的补救措施，比如提供内容丰富的图片展示，或者提供MPEG-2格式的动画材料下载，也可以看作是跨平臺的。
当网页通过各种设备来访问，比如屏幕阅读器、盲文网页浏览器，以及小型设备，诸如手机、PDA等，跨平臺的网页亲和力就需要了解不同的用户，以及各种技术标准，

## 跨平臺编程指导
跨平臺编程不是一件容易的事情，这是由于在不同平臺之间，有许多小而复杂的差异，这都需要考虑周全。wyoGuide是一份跨平臺开发的文档指导。